# Hiroshi Noma
Hiroshi Noma (jap. 野間 宏 Noma Hiroshi; ur. 23 lutego 1915 w Kobe, zm. 2 stycznia 1991 w Tokio) – japoński pisarz, poeta i krytyk literacki.
Urodził się w rodzinie buddyjskiej. W 1938 roku ukończył studia na wydziale literatury francuskiej na Kyoto University. Wcześniej wywarł na niego wpływ symbolistyczny poeta Katsutarō Takeuchi. 
Podczas studiów związał się z ruchami lewicowymi. W 1941 roku zwerbowany do wojska, służył w Chinach i na Filipinach, uczestniczył m.in. w bitwach na półwyspie Bataan i wyspie Corregidor. Zachorował na malarię i został odesłany do domu. Niedługo potem został aresztowany za aktywną propagandę antymilitarystyczną i trafił na pół roku do więzienia w Osace. W 1947 roku wstąpił do Japońskiej Partii Komunistycznej, z której usunięto go decyzją kierownictwa, w 1964.
Debiutował w 1946 roku powieścią Kurai e („Ciemny obraz”), uważaną przez krytyków za pierwsze dzieło powojennej literatury japońskiej. 
Za wydaną w 1952 roku antywojenną powieść Shinkū chitai (wyd. polskie „Strefa próżni”, 1957) otrzymał Nagrodę Kultury Wydawnictwa Mainichi. W 1971 roku uhonorowano go nagrodą im. Jun’ichirō Tanizakiego.
Pisarz wykorzystywał technikę strumienia świadomości.